# Lorde Protetor
Lorde Protetor (em inglês:  Lord Protector) foi ou é um título nobiliárquico que tem sido utilizado pela lei da Grã-Bretanha para os chefes de Estado como um título particular em respeito de eles conduzirem a Igreja Anglicana e serem responsáveis da proteção. 
Este foi dado a Oliver Cromwell como chefe dos protestantes que se opunham aos católicos britânicos, na Guerra civil inglesa e durante a sua governação d´"O Protectorado", e algumas vezes foi utilizado para nomear postos de regência temporária, atuando na ausência do monarca.
Hoje, o monarca britânico detém os poderes do chamado Lorde-protetor, sendo o Lorde-protetor da Inglaterra com a Graça de Deus. 

## Brasil
O Lorde-protetor é citado no livro de Mario Henrique Simonsen, Legitimidade da Monarquia no Brasil, como sendo um interventor no Parlamento, papel assumido pelos monarcas portugueses desde Dona Maria I de Portugal, Brasil e Além-Mar até Dom Pedro II do Brasil. Deodoro da Fonseca tentou sê-lo no período republicano inicial intitulado República da Espada. Somente os soberanos deveriam assinar documentos do Parlamento. Houve somente duas exceções, no caso da Lei do Ventre Livre e da Lei Áurea, em que a Princesa Isabel os assinou, como regente de Pedro II.

## Biografia
- Legitimidade da Monarquia no Brasil, Mario Henrique Simonsen  Editora Biblioteca do Exército e da Marinha do Brasil, 1967.